# نوع الخلية

من أنواع الخلايا النباتية.

نوع الخلية هو تصنيف يٌستخدم للتمييز بين أشكال خلايا متمايزة مورفولوجيا وظاهريا داخل الأنواع الحيوية. يمكن أن يحتوي الكائن متعدد الخلايا على عدد كبير من أنواع الخلايا المختلفة والمتخصصة، مثل الخلايا العضلية والخلايا الجلدية لدى البشر والتي تختلف في المظهر والوظفية إلا أنها متماثلة جينيا. يمكن للخلايا أن تكون من نفس النمط الجيني لكن تكون أنواعها مختلفة بسبب الاختلاف في تنظيم الجينات التي تحتويها. يتم تصنيف نوع خلية محدد عبر استخدام المجهرية (كتلك الخلايا من عائلة عنقود تمايز التي استخدامها شائع لهذا الغرض في علم المناعة). سهلت التطورات الحديثة في سَلسَلة الخلية المفردة تصنيف أنواع الخلية بناء على أنماط التعبير الجيني المتشاركة، وقاد هذا إلى اكتشاف العديد من أنواع الخلايا الجديدة في : القشرة المخية وقرن آمون، وعقدة الجذر الظهراني  والحبل الشوكي  الخاصة بالفأر.
طورت الحيوانات تنوعا كبير في أنواع الخلايا، في الجسم متعدد الخلايا يوجد حوالي 100-150 نوع خلية مختلف، مقارنة بـ 10-20 في النبات، الفطريات والطلائعيات.

## أمثلة على أنواع الخلايا الحيوانية
| - خلية جذعية - خلية بائية - خلية تائية - قسيم أريمي - بويضة - كرية دم حمراء - خلية ليفية يافعة | - خلية كبدية - عصبون - بانية العظم - ناقضة العظم - سبيرماتوزون - بويضة مخصبة |